# 1908年廣州反日抵制運動
1908年廣州反日抵制運動是一場於1908年3月19日至1909年1月在廣東及香港地區發起的抵制日本貨物的行動，由廣州自治會發起，起因於清政府在「二辰丸事件」後向日本賠禮道歉，引發民眾不滿。該運動在香港的規模尤為顯著。

## 背景

### 二辰丸案
1908年，日本商船「二辰丸」在中國東南沿海被扣留，引發中日外交爭端。日本外務省要求中國外務部歸還船隻、賠償損失並懲處相關人員。中方試圖通過地方協商解決，但遭日本拒絕。最終中國外務部將「二辰丸」歸還日本，並就移除日本旗幟一事致歉
。

## 發起經過
廣州民眾因不滿中國政府處理「二辰丸」事件的方式，激起強烈反日情緒。1908年3月19日，廣州自治會發起集會，會議決定向全國及海外華人發電報，呼籲加入反日行動，並抵制日貨
。

## 反應

### 中國

#### 清政府
1908年4月21日，總督發布公告，禁止民眾參與抵制，並指令廣州及南海、番禺地方官員警告商界領袖，制止相關行動，違者將被逮捕及懲處。

#### 中國商人
在日華商因抵制行動無法將日貨轉運至香港或新加坡。橫濱華商公會會長公開反對抵制。商會並向廣東發出通告，要求當地華商停止抵制行動，並指此舉有損中日雙方之商業利益。而廣州亦有部分商人趁日本商品價格低廉而大手入貨以牟利。

### 香港
香港的抵制日貨運動主要由本地商人發起，他們和應自治會的行動，聲勢比廣州更為浩大。民眾曾經在公眾地方張貼抵制日貨的海報，但很快便被殖民政府人員撕走。
由於政府禁止明言抵制日貨，商人改用其他抵制手法，不少華人商店，包括先施、永安等出售外國貨的大公司，都在門外大字標明「本店不賣日本貨」。永樂街海味店因貨源多來自日本，為避免損失，減價促銷日本貨，並承諾日後改從英國及德國進貨，永安街布疋商販更聲稱若然有人能在他們的店裡找到日本貨，願意給他五十元。而某些不參與抵制的南北行商店，則被人以大字報針對。
更有部分激進者成立「敢死會」，揚言違反抵制令的商人會被罰款，甚至被殺死和割掉耳朵

#### 海產商人
香港及廣州商人因進口日本貨物（如海產及人參）面臨制裁，導致貿易活動受阻。受影響的日本海產商人在香港訂單銳減，部分瀕臨破產。為應對抵制，日本橫濱、神戶及長崎的商人與香港華人經銷商合作，於1908年10月27日通過「熊野丸」號運送200噸乾海產品至香港，希望以此打破抵制。
同時香港的七家主要日本貨物進口商公開銷售商品，並拒絕支付抵制組織罰款，他們計劃向當地商人提供經濟利益，賄賂，以及在報紙宣傳抵制已經結束，來吸引當地商人繼續交易。
然而，這些措施未能成效，抵制組織（如廣州七十二商會）通過報紙宣傳、恐嚇及暴力行動（如毆打及割耳事件），有效壓制了部分華人經銷商的交易意願。1908年10月29日，受暴力威脅影響，香港的華人日本貨物經銷商完全停止交易，日本海產品進口計劃最終受挫。

##### 11月1日香港反日騷亂
受到數千包日本貨物抵達西角的消息影響，1908年11月1日，香港爆發針對售賣日本貨商店的騷亂。首日，暴徒於西區及中區攻擊多間商店，包括高陞街、貴華里及打波館，搶掠及破壞日本海產等貨物。警方出動，拘捕數十人，惟當晚騷亂持續，擺花街及德輔道等地亦受波及。次日，騷亂於中區再起，暴徒攻擊皇后大道及永吉街商店，警方以武力驅散人群，期間一名苦力被槍傷致死，另有多人受傷。蘇杭街一間無日本貨的商店亦遭誤襲，警方報告指騷亂由廣州國恥會策劃，共拘捕119人。

## 抵制運動結束
1908年反日抵制運動自3月至12月，持續約九個月，至1909年1月結束，香港及廣州與日本的貿易恢復。殖民政府對重要商人及抵制運動領袖發出驅逐令，雖後期執法放寬，但初期遏制了運動發展。而1908年11月的騷亂令部分商人及店主對抵制運動產生反感。日本副領事船津舉辦中日商人「懇談會」，促進雙方交流。1908年12月27日，船津邀請約二十名中日商人共進晚宴。1909年1月2日，中國商人回請日本商人於香港一商會舉行活動。1909年初，反日抵制運動平息。